# 川村赳
川村 赳（かわむら たけし、1890年（明治23年）3月22日 - 1949年（昭和24年）3月25日）は、大日本帝国陸軍軍人。最終階級は陸軍少将。

## 経歴
1890年（明治23年）に東京府で生まれた。陸軍士官学校第22期卒業。1937年（昭和12年）3月1日に工兵第8連隊長（関東軍・第3軍・第8師団）に就任し、8月2日に陸軍工兵大佐に進級した。1938年（昭和13年）7月に電信第1連隊長に転じた。
1940年（昭和15年）12月2日、陸軍少将に進級と同時に第14師団司令部附となり、1942年（昭和17年）7月に第2方面軍兵器部長に就任した。1945年（昭和20年）2月20日に留守第20師団兵器部長に転じ、後に京城師管区兵務部長を務めた。
1947年（昭和22年）11月28日、公職追放仮指定を受けた。